# Фатмир Сулејмани
Фатмир Сулејмани (Брчко, 1996) је босанскохерцеговачки фолк певач који се прославио у десетој сезони такмичења Звезде Гранда. Представљао је Босну и Херцеговину на Дечјој песми Евровизије, и освојио треће место. Венчао се својом девојком Емином и развео после годину дана брака.

## Дискографија

### Албуми и ЕП
- Фатмир Сулејмани (ЕП, 2020, Хајат продукција)[2]

### Синглови
- Соња (2007) Ђурђевдански фестивал
- Кад се душе сретну (2016)
- Срце не броји километре (2017)
- Два лудила (2017)
- Срце рањено (2018)
- Укус жене (2019) дует са Гоцом Тржан
- Збогом успомене (2019)
- С тобом без тебе (2020) са Адијем Шошеом
- Сјај (2022) дует са Лидијом Бачић
- Невјерна (2022) дует са Семиром Церићем Кокеом
- Дим (2023)[3] дует са Катарином Грујић
- Камене сузе (2024)